# El perseguidor (película)
El perseguidor es una película en blanco y negro de Argentina dirigida por Osías Wilenski sobre el guion de Ulyses Petit de Murat según el cuento homónimo de Julio Cortázar, a su vez inspirado en la vida de Charlie Parker. Es protagonizada por Inda Ledesma, Sergio Renán, María Rosa Gallo y Zelmar Gueñol. Se estrenó el 10 de marzo de 1965.
La película fue secuestrada por un juez de menores al día siguiente de su estreno, debido a una denuncia realizada por los padres de la actriz Zulma Faiad, quien aparece en una escena haciendo un striptease cuando todavía era menor de edad. La cinta fue repuesta en los cines varios meses más tarde y Wilenski recibió una pena de seis meses de prisión en suspenso.

## Sinopsis
Un saxofonista padece delirios de persecución mientras las drogas y el alcohol lo van destruyendo.

## Reparto
- Inda Ledesma
- Sergio Renán
- María Rosa Gallo
- Zelmar Gueñol
- Zulma Faiad
- Anabela Arzón
- Chico Novarro

## Comentarios
Rafael Granados escribió en La Cooperación:

”El guion y el director buscan al hombre en crisis, no interesándose en acumular demasiadas incidencias; por eso el film cae en algunas reiteraciones que de todos modos afirman su clima obsesivo .”

revista Primera Plana dijo del filme:

”alza su nivel…cuando se lanza a la pura invención imaginativa.”

Por su parte, Manrupe y Portela escriben de la película:

”Muestra una narración fragmentaria y aspectos formales destacables, con encuadres que buscan destacar lo psicológico. Pese a sus diálogos pretensiosos, un ejemplo interesante de aquel nuevo cine.”